# Боровское (Катайский район)
Боровское — село в Катайском районе Курганской области. Административный центр Боровского сельсовета.

## История
До 1917 года входило в состав Катайской волости Камышловского уезда Пермской губернии. По данным на 1926 год состояло из 341 хозяйства. В административном отношении являлось центром Боровского сельсовета Катайского района Шадринского округа Уральской области.
С 1912 года священником храма Святителя Николая села Боровского служил Аркадий Гаряев. 14 июля 1918 года отец Аркадий был зверски убит отрядом красногвардейцев-мадьяр. Аркадий Гаряев прославлен Юбилейным Архиерейским собором Русской православной церкви в 2000 году, а определением Священного синода Русской православной церкви от 17 июля 2002 года включён в Собор новомучеников и исповедников Церкви Русской.

## Население
| 1989 | 2002 | 2010 |
| ---- | ---- | ---- |
| 779  | ↗785 | ↘720 |

По данным переписи 1926 года, в селе проживало 1495 человек (685 мужчин и 810 женщин), все русские.